# Уметност љубави
лат. Ars amatoria (Уметност љубави) је дидактичка елегија у три књиге античког римског песника Овидија. Написана је 2. године нове ере.

## Пријем
Дело је било толико популарно да је песник написао наставак, лат. Remedia Amoris (Лекови за љубав). На раној лат. recitatio (јавном читању), међутим, забележено је да је С. Вивијан Резус, римски гувернер Тракије, изашао у гађењу.
Претпоставка да је „распусност" лат. Ars amatoria делимично одговорна за Овидијево прогонство од стране Августа 8. године н. е. је сумњива и чини се да више одражава модерну осетљивост него историјске чињенице. Прво, дело је било у оптицају осам година до времена прогонства, а настало је осамнаест година након Јулијских закона о браку. Друго, тешко је вероватно да је Август, након четрдесет година неспорне власти, сматрао Овидијеву поезију озбиљном претњом или чак срамотом за своју друштвену политику.
Вероватније је да је Овидије некако ухваћен у фракцијској политици повезаној са наслеђивањем: Агрипа Постум, Августов усвојени син, и Августова унука, Випсанија Јулила, прогнани су отприлике у исто време. Ово би такође објаснило зашто Овидије није помилован када је Августа наследио Агрипин ривал Тиберије. Вероватно је, дакле, да је лат. Ars amatoria коришћена као изговор за прогонство.

## Наслеђе
лат. Ars amatoria је створила значајно интересовање у време свог објављивања. У мањем обиму, Марцијалови епиграми узимају сличан контекст саветовања читалаца о љубави. Модерна литература је континуирано под утицајем лат. Ars amatoria, што је пружило додатне информације о односу између Овидијеве песме и савременијих списа.
Пионирка феминистичка историчарка Емили Џејмс Смит Путнам писала је да је средњовековна Европа, глува за хумор који је Овидије намеравао, озбиљно схватила лажно-аналитички оквир лат. Ars amatoria као знак за даљу академску егзегезу:
Тенденција средњи века према уредном, систематском и енциклопедијском, која га је учинила тако лаким пленом Аристотела, имала је најчудније резултате када је усмерена према страсти љубави. Овидијев jeu d'esprit, лат. Ars Amatoria, био је играљиво постављен у оквир александријског дидактицизама. Било је благо забавно у његово време претпоставити да се могу поставити правила, коришћењем којих би свако могао постати „мајстор уметности љубави", да употребимо фразу Диотиме у Платоновом Симпозијуму. Ово дело је било добро познато свештеницима у његовој латинској форми, а када је љубав постала предмет општег теоријског интересовања, преведена је на француски и постала је уџбеник предмета. Захваљујући својој методи, љубав је постала одељење схоластике, питање дефиниције и правила.
лат. Ars amatoria је укључена у наставне планове средњовековних школа од друге половине 11. века, а њен утицај на европску литературу 12. и 13. века био је толико велик да је немачки медиевиста и палеограф Лудвиг Трауб назвао цео период aetas Ovidiana („овидијанска епоха").
Као и у годинама непосредно након објављивања, лат. Ars amatoria је историјски била жртва моралних протеста. Сва Овидијева дела су спаљена од стране Ђироламе Савонароле у Фиренци 1497. године; енглески превод лат. Ars amatoria је заплењен од стране америчке царине 1930. године. Упркос акцијама против дела, оно се и даље изучава на универзитетским курсевима латинске литературе.
Могуће је да Едмон Ростанов фикционализовани приказ Сирана де Бержерака прави алузију на лат. Ars amatoria: тема еротске и заводљиве моћи поезије веома подсећа на Овидијеву песму, а Берџераков нос, препознатљива карактеристика коју је измислио Ростан, подсећа на Овидијев когномен, Насо (од nasus, „великоносан").

## Утицај на еротску поезију
лат. Ars amatoria је поставила темеље за каснију еротску поезију у европској литератури. Дело је утицало на:
- Средњовековну куртоазну поезију - концепти љубавних правила и кодекса понашања
- Ренесансну љубавну лирику - технике завођења и изражавања страсти
- Модерну еротску литературу - психолошке аспекте љубавних односа

Овидијев приступ љубави као вештини која се може научити утицао је на бројне каснији писце, од трубадура до савремених аутора еротске литературе.